# Coeficiente de velocidad
Se llama coeficiente de velocidad de un cable coaxial a la razón entre la velocidad de una onda electromagnética en el cable, y la de esa misma onda en el vacío.
El coeficiente de velocidad es la inversa del índice de refracción.

## Coeficientes de velocidad típicos
De la tabla 19.1 del Handbook de Radioafición del ARRL he aquí algunos coeficientes de velocidad típicos:
| VF% | Línea de transmisión                                 |
| --- | ---------------------------------------------------- |
| 95  | cable bifilar de tipo "escalera"                     |
| 82  | cable bifilar con dieléctrico sólido                 |
| 79  | cable coaxial (dieléctrico de espuma de polietileno) |
| 66  | cable coaxial (dieléctrico de polietileno sólido)    |

## Aplicaciones tecnológicas del coeficiente de velocidad
El coeficiente de velocidad viene dado en tablas proporcionadas por el fabricante del cable; el coeficiente de velocidad depende del material y de la densidad del dieléctrico. Por ejemplo, el polietileno tiene un coeficiente de velocidad de 0,66; un material de tipo espuma puede asimilarse a una mezcla homogénea de aire (coeficiente de velocidad 1) y de dieléctrico, lo que eleva el coeficiente de velocidad.
Se utiliza para calcular la longitud eléctrica de un cable que une una radio a una antena.  A mayor coeficiente de velocidad, la calidad del cable es mejor.
También se utiliza en el cálculo de la longitud de un balun o simetrizador hecho de cable coaxial. Para ello, se calcula la longitud de onda a la frecuencia media de operación, y al resultado se lo divide por el coeficiente de velocidad.
- Datos: Q1318445